# Агиос Томас (окръг Лимасол)
Агиос Тома̀с (на гръцки: Άγιος Θωμάς) е село в Кипър, окръг Лимасол. Според статистическата служба на Република Кипър през 2001 г. селото има 29 жители.
Намира се на 5 км северозападно от Авдиму.